# 307 г. пр.н.е.
307 (триста и седма) година преди новата ера (пр.н.е.) е година от доюлианския (Помпилийски) римски календар.

## Събития

### В Гърция
- Деметрий I Полиоркет е изпратен от баща си Антигон I Монофталм да превземе град Атина, където е посрещнат като божествен освободител. Деметрий Фалерски, който управлява града от десет години, е прогонен в изгнание. Олигархичното управление на Атина, поддържано от Касандър, е заменено с демократично такова под патронажа на Антигонидите.[1]
- Касандър предприема успешно настъпление срещу позициите на Птолемей I в Гърция и бързо ограничава гарнизоните му до единствено Коринт и Сикион.[2]

### В Сицилия и Африка
- Тиранът на Сиракуза Агатокъл има значителни успехи в картагенската част от остров Сицилия и успява да вдигне блокадата на Сиракуза с помощта на етруски съюзници. Това му позволява да се завърне в Африка с подкрепления, но въпреки това силите му не надхвърлят 13 500 войници и 10 000 либийци, на които трудно може да се разчита. Тъй като картагенците предпочитат да не влизат в открито сражение, а да изчакат пълното изтощение на врага си зад своите укрепления, Агатокъл е принуден да предприеме атака срещу стените на техния лагер. Нападението му завършва с пълен неуспех и загуба на около 3000 души, което съчетано с преминаването на либийците на картагенска страна слага край на кампанията му в Африка. Агатокъл напуска картагенската територия тайно с малка група сподвижници като изоставя остатъците от армията си по безскрупулен начин. Разгневените войници убиват двамата негови синове, които тиранът също не взима със себе си.[3]
- Картагенците и изоставените войници сключват споразумение, с което последните се съгласяват да се евакуират от позициите си срещу плащане на 300 таланта и да изберат или да преминат на служба на Картаген, или да бъдат заселени в град Солус в Сицилия.[3]

### В Римската република
- Консули са Апий Клавдий Цек и Луций Волумний Флама Виолент.
- Самнитите превземат Сора и Каиация, но са победени от проконсула Квинт Фабий Максим Рулиан при град Алифе.[4][5]
- Римляните провеждат военна кампания срещу салентините.[5]
- Започва строителството на Виа Валерия.[5]